# Nomenclatura de aminoácidos
Los aminoácidos tienen dos sistemas de nomenclatura:
1. El  clásico sistema de tres letras, que permite la representación de la estructura primaria de una proteína mediante el enlace de cada triplete de letras mediante guiones, disponiendo a la izquierda el aminoácido N-terminal y a la derecha el aminoácido C-terminal. Por ejemplo:
Ala-Glu-Gly-Phe- ... -Tyr-Asp-Gly
Representa la estructura primaria de una proteína cuyo aminoácido N-terminal es alanina (Ala) y cuyo aminoácido C-terminal es glicina (Gly).
2. El actual sistema de una sola letra, impuesto en genética molecular e imprescindible para el uso de bases de datos, que permite la representación de la estructura primaria de una proteína mediante la disposición consecutiva de letras sin espacios ni signos intermedios, disponiendo a la izquierda el aminoácido N-terminal y a la derecha el aminoácido C-terminal. Por ejemplo:
LSIMAG ... AYSSITH
Representa la estructura primaria de una proteína cuyo aminoácido N-terminal es leucina (L) y cuyo aminoácido C-terminal es histidina (H).

## Tabla de correspondencias
| Aminoácido      | Código de tres letras | Código de una letra |
| Alanina         | Ala                   | A                   |
| Arginina        | Arg                   | R                   |
| Asparagina      | Asn                   | N                   |
| Ácido aspártico | Asp                   | D                   |
| Cisteína        | Cys                   | C                   |
| Glutamina       | Gln                   | Q                   |
| Ácido glutámico | Glu                   | E                   |
| Glicina         | Gly                   | G                   |
| Histidina       | His                   | H                   |
| Isoleucina      | Ile                   | I                   |
| Leucina         | Leu                   | L                   |
| Lisina          | Lys                   | K                   |
| Metionina       | Met                   | M                   |
| Fenilalanina    | Phe                   | F                   |
| Prolina         | Pro                   | P                   |
| Serina          | Ser                   | S                   |
| Treonina        | Thr                   | T                   |
| Triptófano      | Trp                   | W                   |
| Tirosina        | Tyr                   | Y                   |
| Valina          | Val                   | V                   |

- Datos: Q6044568